# 금이야 옥이야
《금이야 옥이야》는 2023년 3월 27일부터 2023년 9월 15일까지 방영된 KBS 1TV 일일 드라마다.

## 기획 의도
싱글대디 금강산과 입양아 옥미래를 중심으로 금이야 옥이야 자식을 키우며 성장해가는 가족들의 유쾌하고 가슴찡한 이야기

## 방송 시간
| 방송 채널 | 방송 기간                                          | 방송 시간                     | 방송 분량 |
| --------- | -------------------------------------------------- | ----------------------------- | --------- |
| KBS 1TV   | 2023년 3월 27일 ~ 2023년 9월 15일 [1회~121회] (본) | 매주 평일 저녁 8:30 ~ 밤 9:00 | 30분      |

## 제작진

### 제작사
- 몬스터 유니온

### 제작
- 김형준
- 이은진
- 박춘호

### 극본
- 채혜영 : KBS 2TV 드라마 시티 《세상 끝의 눈물》(집필), KBS 1TV 일일 드라마 《꽃길만 걸어요》(공동 집필) 집필
- 유상영 : KBS 1TV 일일 드라마 《꽃길만 걸어요》(2 ~ 11회) 집필
- 백은정 : KBS 1TV 일일 드라마 《꽃길만 걸어요》(50 ~ 123회 공동 집필) 집필

### 연출
- 최지영 : KBS 1TV TV 문학관 《외등》(연출), KBS 2TV 수목 드라마 《바람의 나라》(책임 프로듀서), KBS 2TV 수목 드라마 《아이리스》(책임 프로듀서), KBS 2TV 수목 드라마 《추노》(책임프로듀서), KBS 2TV 월화 드라마 《공주의 남자》(책임프로듀서), KBS 2TV KBS 드라마 스페셜 《또 한번의 웨딩》(연출, 공동 집필), KBS 2TV 특별기획드라마 《감격시대》(프로듀서), 소설 《북의 1 ~ 2권》(집필), KBS 2TV 일일 드라마 《오늘부터 사랑해》(연출), 소설 《고지인 1 ~ 2권》(집필), 도서 《그 남자의 피아노 그 여자의 소나타》(집필), KBS 1TV 일일 드라마 《국가대표 와이프》(연출) 연출

## 등장 인물

### 주요 인물
- 서준영 : 금강산 (35세) 역 - #열혈_싱글대디. #N잡러. #지고지순_순정남. 호식의 친구. 예주의 전 형부. 상수의 전 동서. 잔디의 양아버지. 홍도&찬란 규선의 사위. 준표의 고모부. 미래/행복의 남편. 두호의 사위. 재현의 큰 처남. 수지의 처남댁. 만석의 손주. 선달의 아들. 수지의 시동생 호랑의남동생.

본작의 남주인공. "10대 때는 할머니 간병, 20대 때는 독박 육아, 30대 때는 가족들 뒤치다꺼리" 10년 전 아내 선주가 실종되고, 딸 잔디를 홀로 키우고 있는 싱글대디. 학창시절은 무책임한 아버지 때문에 할머니 병간호하느라 다 보내고, 20대 때는 딸 잔디를 키우느라 허리가 휘어져라 일만 했는데. 30대가 되니 중2병 걸린 딸이 바람 잘 날 없이 사고를 친다. 모진 처가살이에 투잡까지 뛰며 고달픈 인생을 살고 있는 그에게 한 줄기 햇살처럼 새로운 사랑이 찾아 오는데...
- 윤다영 : 옥미래 / 김행복 (27세) 역 - #재벌집_입양아. # 미술학원교사. 강산의 아내. 수지의 올케언니. 찬란의 딸. 만석의 손녀. 준표의 고모. 재현의 여동생. 두호의 친딸. 잔디의 양어머니. 강산의 아내. 선달의 며느리. 규철의 조카. 규선의 의붓딸.

본작의 여주인공. 7살 무렵 친부에게 버려졌다. 황동푸드 오너 일가에 입양됐지만, 여전히 가슴 속엔 응어리가 남아있다. 힘들었던 유년 시절 그림을 그리며 위로받았기에 자신도 아이들의 상처 받은 마음을 치유해 주는 미술학원 교사를 꿈꾸다가. 꿈을 향한 첫발을 내딛던 그때, 첫사랑 주혁이 한국으로 돌아오면서 옛 감정이 되살아났다가 지금은 미술학원을 다시 복귀하였다가 최종회에서 강산&미래 결혼식 끝나고 신혼여행가서 하룻밤지내서 그후 미래는 잔디에게 새엄마가 되었다.

### 금이네 가족들
- 송채환 : 마홍도 (57세) 역 - 상수의 장모 / 강산의 장모 / 반찬가게 홍도네 손맛 실세. 잔디와 우진/세찬의 외할머니. 세자매 중 진주와 선주, 예주의 어머니.

괄괄하고 거친 말투에 본인이 직접 나서야 직성이 풀리는 여장부다, 십 년 전 딸 선주가 실종된 게 강산 탓이라며 사위 강산을 구박하기도 하지만 누구보다 강산의 안위를 걱정하는 츤데레 장모님. 몸이 축나는 줄도 모르고 일만 하는 둘째 사위 강산도, 가족들을 외국에 보내고 기러기 아빠로 지내는 첫째 사위 상수도, 취업 때문에 고생하는 막내딸 예주도, 엄마 없이 자란 손녀딸 잔디도. 홍도에겐 모두 품 안의 새끼들일 뿐.
- 최재원 : 금선달 (57세) 역 - 강산의 아버지 / 춤바람 난 제비. 잔디의 양할아버지. 미래의 시아버지. 홍도&예주의 전 사돈

십 년째 집 나간 아내를 기다리는 순정남 강산과 달리 그 나이에도 이 여자 저 여자에게 얹혀살며 강산의 속을 썩인다, 돈 많은 사모님 딱 한 명만 꼬셔 노후 대비하는 게 로망인데 그마저 여의치 않자 자식 덕이라도 볼 심산으로 강산 주변에서 기웃댄다.
- 최필립 : 은상수 (40세) 역 - 홍도의 큰사위 / 황동푸드 전략. 기획실 차장. 강산의 윗동서 잔디의 이모부 진주의 남편 세찬의 아버지

아내를 외국에 보내고 매일같이 컵라면으로 연명하는 기러기 아빠, 남들에게는 인색한 자린고비지만 아들 교육을 위해 한 푼이라도 더 보태고자 처가살이를 자처한다. 백년손님 대접 제대로 받으며 장모님 사랑을 독차지 하지만 강산의 입장에선 얄미운 형님.
- 강다현 : 이예주 (27세) 역 - 홍도의 셋째딸 / 취업준비생. 상수의 처제. 강산의 전 처제. 잔디와 제니의 이모. 선주의 동생. 주혁의 여자친구

본작의 서브 여주인공. 자기소개서는 매일 붙잡고 있는데 영 취업 됐단 소식은 없다, 반찬가게 일을 조금씩 도우며 엄마 홍도에게 푼돈을 뜯어내는 것이 낙이다. 형부인 상수와 전형부인 강산을 아빠처럼 의지한다. 잔디에게 유일하게 팩트폭격을 날리는 이모이기도 하다.
- 김시은 : 금잔디 (15세) 역 - 별명은 토깽이 똥잡초. 강산의 양딸. 상수&예주의조카. 마홍도의 친손녀. 금선달의 양손녀. 준표의 친구. 미래의 딸. 제니의 이부언니 선주의 친딸 수지의조카 찬란&규선의손녀 두호의 손녀 재현&수지의조카 규철의 의붓손녀.

딱 작년까지 아빠가 세상에서 제일 좋았던 아빠 바보였지만 중2병이 시작된 지금은 아빠 강산의 관심과 간섭이 제상에서 제일 짜증이다, 미쳐 날뛰는 중2 호르몬에 지배당해 하루가 멀다 하고 사고를 치고 강산의 속을 뒤집어 놓지만 맘 깊은 곳엔 엄마에 대한 그리움이 가득하다.
- 반민정 : 장호랑 (40세) 역 - #호랑미술학원_원장. 호식과 강산의 누나 예주의언니

동생 강산과 호식의 친구인 강산과는 어린 시절부터 어울리며 볼꼴 못 볼꼴 다 본 사이, 남편의 바람기에 질려 얼마 전 10년 결혼생활 종지부를 찍었다. 얄미운 전남편은 이혼한 지 1년 만에 새파랗게 젊은 여자와 살림을 차린다. 화병 나기 일보 직전인데 한눈 한번 안 팔고 지고지순하게 실종된 아내만을 기다리는 강산을 보며 점점 호감을 느낀다.
- 안용준 : 장호식 (35세) 역 - 강산과 선주의 친구 / 호랑 미술학원 운전기사 예주의오빠

강산과 25년째 절친, 누나 말도 죽어라 안 듣고 할부로 산 외제차에만 온 신경을 쏟는 뺀질이다. 강산이 청춘을 다 받쳐 잔디에게만 헌신하는 것을 늘 못마땅하게 여기지만 강산에게 무슨 일이 생기면 가장 먼저 달려오는 의리의 사나이다.
- 반소영 : 이선주 (35세) 역 (24회, 78회, 100회 ~ 121회) - 홍도의 둘째딸 / 강산의 전 아내 / 잔디의 친엄마 / 제니의 엄마

본작의 진 최종 보스. 명문대 무용과에 입학해 홍도의 기대를 한 몸에 받던 딸, 대학교 신입생 때 잔디를 임신하는 바람에 강산과 결혼하고 학업마저 포기했다. 십년 전 강산과 싸우고 집을나간 뒤 돌아오지 않고있다. 78화에서 이미 사망한 것으로 확인되었다가 100회에서 이선주가 돌아왔다 . 오래전 가족들에게 남기는 유서를 작성하고 강물에 뛰어들어서 자살을 했음이 당시 상황을 목격한 목격자의 딸에 의해서 밝혀지게 되었다. 이선주가 미국에서 또다른 내연남을 통해 낳은 딸이 있으며 골수이식을 받아야 할 정도로 위태로워 강산과 잔디에게 나타난 것이다.

### 옥이네 가족들
- 김호영 : 황만석 (78세) 역 - 찬란의 아버지 / 미래의 양할아버지 / 황동푸드 창업주회장. 수지의 시아버지. 찬란의 아버지. 준표의 증조할아버지. 재현의 외할아버지 잔디의 의붓증조할아버지 .

노점상에서 시작해 굴지의 기업을 키워낸 자수성가형 인물, 일흔이 넘은 현재까지도 신제품 개발까지 일일이 관여할 정도로 깐깐한 성격이다. 무남독녀 찬란이 재혼도 마다하고 입양딸 미래만 싸고 돌자 더욱 미래를 못마땅해한다.
- 이응경 : 황찬란 (56세) 역 - 미래의 양어머니 / 황동복지재단 이사장. 준표의 할머니. 재현의 어머니 수지의 시어머니 강산의 장모 잔디의 의붓할머니

사고로 어린 딸을 잃고 실의에 빠졌지만 미래를 입양하고 키우면서 삶의 의욕을 되찾았다, 친아들 재현과 입양한 딸 미래를 똑같이 소중하게 여긴다. 이를 탐탁치 않아 하는 아버지 만석 때문에 미래가 더욱 안쓰럽고 마음이 쓰인다.
- 김동윤 : 옥재현 (36세) 역 - 미래의 의붓오빠. 찬란의 아들. 수지의 남편. 황동푸드 전략기획실 팀장 만석의 손자 준표의 아버지 강산의 매제 잔디의 외삼촌.

영화감독이 되길 꿈꾸지만 황동푸드 장손이라는 숙명 때문에 후계자 길을 걷고 있다, 동생인 미래를 누구보다 아끼고 사랑하지만, 미래를 견제하는 연상의 부인 수지 앞에선 꼼짝 못 한다.
- 조향기 : 최수지 (40세) 역 - 미래의 사촌시누이. 재현의 아내. 준표의 어머니. 찬란의 며느리 강산의형수 잔디의 외숙모.

연하 남편인 재현에게 반말을 하고 막 대하지만, 전교 1등 아들에겐 존댓말을 쓰고 과잉보호한다. 잔디에게 얻어맞는 준표를 본 이후에는 잔디와 강산네 가족이라면 모두 치를 떨고 싫어한다. 아들 준표에게 황동푸드 후계자 자리를 물려주는 게 목표다.
- 김하겸 : 옥준표 (15세) 역 - 별명은 똥준표 재현과 수지의 아들. 찬란의 손자. 만석의증손자. 미래의조카. 해리와잔디의친구. 우진/세찬의 동갑친구 강산의 조카.

과잉보호 속에 온실 속 화초처럼 자라온 귀공자, 전교 1등에 회장까지 하며 이쁨만 받고 자랐다. 금잔디라는 안하무인 존재가 나타나며 꽃길만 걷던 준표의 인생에 제동이 걸린다.

### 주혁네 가족과 지인들
- 최종환 : 동규철 (60세) 역 - 황동푸드 사장 / 주혁의 아버지. 규선과 찬란의 오빠. 두호의 처남 미래의 외삼촌 잔디의 의붓 증조할아버지
- 황동푸드 공동 창업주의 아들이다, 회사를 다시 자신의 손에 넣으려는 열망에 가득 차 있다. 찬란을 오랜 세월 짝사랑 했고 죽은 아내를 의부증으로 몰아가는 비정한 인물이다.

- 이윤성 : 동규선 (52세) 역 - 찬란의 언니 / 썬 제과점 사장 / 주혁의 고모 강산의 장모 규철의 여동생 두호의 아내 미래의 의붓어머니 잔디의 외할머니

정도, 말도, 웃음도, 눈물도 많은 주책맞지만 귀여운 올드미스, 조카와 오빠 뒷바라지에 청춘을 바쳤건만 그녀에게 남은 건 빈둥지증후군 뿐. 허한 가슴을 달래기 위해 빵집을 열었는데 환상의 제빵 실력을 가진 두호가 나타난다.
- 김시후 : 동주혁 (35세) 역 - #능력남 #아버지_콤플렉스 / 황동푸드 과장 규철의 아들 규선의 조카. 예주의 남자친구

누가 봐도 외모 출중, 능력 출중 완벽한 능력남이지만 마음속으로는 엄마를 매몰차게 외면한 아버지 규철을 증오하고 있다. 아버지에 대한 미움으로 규철의 앞날을 방해하려던 그때 금강산 집안 강산의 처제인 예주가 눈에 들어온다.
- 김영호 : 김두호 (54세) 역 - 썬 제과점 제빵사. 미래 / 행복의 친부. 규철의 매제 강산의 장인 규선의 남편 잔디의 외할아버지, 주혁의 고모부

처음에는 험상궂은 외양 때문에 규선의 의심을 사지만 기가 막힌 제빵실력을 인정받아 썬 제과점에서 일하게 된다, 집도 없이 떠돌아다니고, 가족 얘기만 나오면 대화를 피하는 미스테리한 인물.
- 오수정 : 차유진 (35세) 역 - 주혁의 내연녀이자 숨겨진 파트너

뮤지컬 배우 지망생, 가볍게 즐기던 주혁에게 점점 욕망을 드러낸다.

### 황동푸드 직원
- 김덕현 : 최원기 (56세) 역 - 황동푸드 경영지원실 이사

황만석의 고졸 출신 수행비서로 시작해 이사 자리까지 오른 처세술의 달인, 외모는 둥글둥글 사람 좋아 보이지만 회사 내 일거수일투족을 황만석에게 보고하는 심복이다.
- 김시윤 : 박소정 (32세) 역 - 황동푸드 전략기획실 대리

파워 MZ력 장착! 본인 업무가 아니라고 판단하면 상사의 지시도 고민없이 거절한다, 공사 구분 확실한 그녀지만 주혁에게 만큼은 무장해제. 자신을 거들떠보지도 않는 주혁을 짝사랑한다.
- 최하늬 : 오다슬 (27세) 역 - 황동푸드 전략기획실 신입사원

아직 서툰 게 많은 신입사원이지만, 황동푸드에 대한 자부심과 의욕은 넘친다. 나름 귀여운 완벽주의자.

### 그 외 인물
- 신우빈 : 서다정 역

- 백봉기 : 심사위원 역

- 구준우 : 은세찬 역 : 상수와 진주의 아들, 홍도의 외손자, 잔디의 이종 사촌이자 잔디와 준표의 단짝, 선주와 예주의 조카, 강산의 처조카. 제니의 이종 오빠.(4회 영어노트북 출연)

- 김사랑 : 강해리 역 - 잔디와 우진/세찬의 단짝친구. 준표의 친구.

- 유승신

- 곽정욱 : 미래/행복의 삼촌 두호의 조카.

- 미상 : 이진주 (38세) 역 - 상수의 아내. 우진/세찬의 어머니 홍도의 첫째 딸. 강산의 전처형. 선주의 언니. 예주의 큰언니. 잔디와 제니의 큰 이모. 선달의 전 사돈. (4회, 78회 노트북 출연)

- 미상 : 건물주 역

- 미상 : 사기꾼 역

- 미상 : 정숙희 역 (†) - 주혁의 어머니, 규철의 아내 규선의 올케. 사망 (12회 사진출연)

- 미상 : 직원 역

- 미상: 장호범 역 - 호랑의 오빠,호식의 형(23회~27회) 전화로 출연, 여자랑있을때 출연, 호랑,호식 집에 왔을때 출연

- 미상: 호랑의 전 남편 역 - 호범의 전 매제, 호식의 전 매형

- 문일택 : 규철의 비서

- 미상 : 화진 역

- 미상 : 데이트를 즐기는 여성의 남편 역

- 미상 : 금잔디의 친구 역

- 고말숙 : 편의점 알바생(52회)

- 미상 : 원장수녀 역

- 미상 : 골든리테일 장남역(14회)

- 미상 : 선달의 맞선녀(3회)

- 미상 : 사기꾼 역

- 미상 : 제니 역- 선주가 미국에서 재혼을 해 낳은 둘째 딸. 잔디의 이부 동생

- 김주환: 두호가 근무하는 썬제과점에서 찾아오는 손님 (83회)

- 옥주리 : 마홍도와 가장 친한 떡볶이집 주인 역

- 미상 : 의사 역

### 특별출연
- 고말숙 :편의점 알바생 (52회)
- 오유나 : 잔디와 제니엄마 및 홍도딸인 이선주에 대해 알고 있다는 제보자 (78회)

## 시청률
최저 시청률과 최고 시청률은 시청률 조사회사와 지역별로 시청률에 차이가 있을 수 있습니다.
| 2023년  | 2023년   | 2023년         | 2023년         | 2023년       |
| 회차    | 방송일   | TNMS 시청률    | AGB 시청률     | AGB 시청률   |
| 회차    | 방송일   | 대한민국(전국) | 대한민국(전국) | 서울(수도권) |
| ------- | -------- | -------------- | -------------- | ------------ |
| 제1회   | 3월 27일 | 15.3%          | 14.4%          | 12.0%        |
| 제2회   | 3월 28일 | 13.4%          | 12.7%          | 11.0%        |
| 제3회   | 3월 29일 | 13.8%          | 13.2%          | 11.0%        |
| 제4회   | 3월 30일 | 13.4%          | 13.4%          | 11.3%        |
| 제5회   | 3월 31일 | 11.8%          | 11.6%          | 9.5%         |
| 제6회   | 4월 3일  | 14.3%          | 13.8%          | 11.8%        |
| 제7회   | 4월 4일  | 12.4%          | 13.2%          | 11.3%        |
| 제8회   | 4월 5일  | 13.8%          | 14.2%          | 12.7%        |
| 제9회   | 4월 6일  | 14.6%          | 13.4%          | 11.7%        |
| 제10회  | 4월 7일  | 11.9%          | 11.6%          | 9.5%         |
| 제11회  | 4월 10일 | 15.8%          | 13.9%          | 11.8%        |
| 제12회  | 4월 11일 | 14.2%          | 13.1%          | 11.1%        |
| 제13회  | 4월 12일 | 13.3%          | 12.5%          | 11.3%        |
| 제14회  | 4월 13일 | 14.2%          | 13.8%          | 12.2%        |
| 제15회  | 4월 14일 | 13.1%          | 12.5%          | 10.6%        |
| 제16회  | 4월 17일 | 15.1%          | 13.4%          | 11.4%        |
| 제17회  | 4월 18일 | 13.9%          | 12.8%          | 10.6%        |
| 제18회  | 4월 19일 | 13.6%          | 13.1%          | 11.3%        |
| 제19회  | 4월 20일 | 14.4%          | 13.0%          | 10.9%        |
| 제20회  | 4월 21일 | 13.8%          | 11.7%          | 9.9%         |
| 제21회  | 4월 24일 | 15.3%          | 14.7%          | 11.9%        |
| 제22회  | 4월 25일 | 14.6%          | 13.5%          | 11.3%        |
| 제23회  | 4월 26일 | 13.7%          | 13.8%          | 11.6%        |
| 제24회  | 4월 27일 | 14.6%          | 13.5%          | 11.6%        |
| 제25회  | 4월 28일 | 12.5%          | 12.3%          | 10.3%        |
| 제26회  | 5월 1일  | 14.8%          | 14.5%          | 12.9%        |
| 제27회  | 5월 2일  | 13.4%          | 12.8%          | 10.6%        |
| 제28회  | 5월 3일  | 14.4%          | 13.1%          | 11.1%        |
| 제29회  | 5월 4일  | 14.2%          | 13.6%          | 11.6%        |
| 제30회  | 5월 5일  | 12.9%          | 13.0%          | 11.5%        |
| 제31회  | 5월 8일  | 15.0%          | 12.9%          | 10.9%        |
| 제32회  | 5월 9일  | 12.8%          | 13.0%          | 10.9%        |
| 제33회  | 5월 10일 | 14.7%          | 12.8%          | 10.4%        |
| 제34회  | 5월 11일 | 14.2%          | 13.0%          | 11.0%        |
| 제35회  | 5월 12일 | 13.3%          | 11.9%          | 10.0%        |
| 제36회  | 5월 15일 | 14.0%          | 13.0%          | 11.2%        |
| 제37회  | 5월 16일 | 13.6%          | 12.3%          | 10.8%        |
| 제38회  | 5월 17일 | 13.2%          | 12.3%          | 9.8%         |
| 제39회  | 5월 18일 | 15.0%          | 13.6%          | 11.9%        |
| 제40회  | 5월 19일 | 13.4%          | 11.4%          | 9.8%         |
| 제41회  | 5월 22일 | 14.5%          | 12.6%          | 10.7%        |
| 제42회  | 5월 23일 | 13.9%          | 12.4%          | 10.4%        |
| 제43회  | 5월 24일 | 13.7%          | 12.2%          | 10.1%        |
| 제44회  | 5월 25일 | 13.4%          | 12.9%          | 11.2%        |
| 제45회  | 5월 26일 | 12.4%          | 11.5%          | 9.9%         |
| 제46회  | 5월 29일 | 14.5%          | 13.9%          | 11.6%        |
| 제47회  | 5월 30일 | 13.8%          | 12.7%          | 11.3%        |
| 제48회  | 5월 31일 | 14.1%          | 12.1%          | 10.1%        |
| 제49회  | 6월 1일  | 14.7%          | 13.7%          | 11.5%        |
| 제50회  | 6월 2일  | 12.2%          | 12.0%          | 10.8%        |
| 제51회  | 6월 5일  | 13.7%          | 12.0%          | 9.8%         |
| 제52회  | 6월 6일  | 14.6%          | 13.4%          | 12.0%        |
| 제53회  | 6월 7일  | 13.6%          | 12.3%          | 10.8%        |
| 제54회  | 6월 8일  | 14.3%          | 13.3%          | 11.9%        |
| 제55회  | 6월 9일  | 13.7%          | 12.0%          | 9.9%         |
| 제56회  | 6월 12일 | 14.8%          | 13.2%          | 11.0%        |
| 제57회  | 6월 13일 | 13.5%          | 12.5%          | 10.7%        |
| 제58회  | 6월 14일 | 14.5%          | 12.0%          | 10.1%        |
| 제59회  | 6월 15일 | 14.3%          | 12.4%          | 10.4%        |
| 제60회  | 6월 16일 | -              | 10.5%          | 9.3%         |
| 제61회  | 6월 19일 | 15.2%          | 12.6%          | 10.5%        |
| 제62회  | 6월 20일 | 13.5%          | 12.1%          | 10.1%        |
| 제63회  | 6월 21일 | 13.9%          | 12.4%          | 10.5%        |
| 제64회  | 6월 22일 | 13.9%          | 12.7%          | 10.4%        |
| 제65회  | 6월 23일 | 12.3%          | 11.5%          | 9.2%         |
| 제66회  | 6월 26일 | 15.7%          | 13.4%          | 11.1%        |
| 제67회  | 6월 27일 | 13.6%          | 12.4%          | 10.9%        |
| 제68회  | 6월 29일 | 14.6%          | 13.7%          | 11.6%        |
| 제69회  | 6월 30일 | 13.2%          | 11.8%          | 9.9%         |
| 제70회  | 7월 3일  | 13.8%          | 12.4%          | 10.7%        |
| 제71회  | 7월 4일  | 14.3%          | 13.0%          | 11.5%        |
| 제72회  | 7월 5일  | 13.1%          | 12.3%          | 10.5%        |
| 제73회  | 7월 6일  | 14.2%          | 12.6%          | 10.8%        |
| 제74회  | 7월 7일  | 13.9%          | 12.7%          | 10.6%        |
| 제75회  | 7월 10일 | 14.1%          | 13.4%          | 11.5%        |
| 제76회  | 7월 12일 | 13.7%          | 12.2%          | 10.3%        |
| 제77회  | 7월 13일 | 14.5%          | 12.7%          | 10.6%        |
| 제78회  | 7월 14일 | 14.1%          | 13.1%          | 11.5%        |
| 제79회  | 7월 17일 | 15.0%          | 13.9%          | 11.8%        |
| 제80회  | 7월 18일 | 15.5%          | 14.3%          | 12.1%        |
| 제81회  | 7월 19일 | 14.9%          | 13.4%          | 11.1%        |
| 제82회  | 7월 20일 | 15.1%          | 13.3%          | 11.1%        |
| 제83회  | 7월 21일 | 13.7%          | 12.8%          | 11.2%        |
| 제84회  | 7월 24일 | 15.7%          | 14.1%          | 11.8%        |
| 제85회  | 7월 25일 | 14.8%          | 13.8%          | 11.9%        |
| 제86회  | 7월 26일 | 14.7%          | 13.4%          | 11.6%        |
| 제87회  | 7월 31일 | 14.1%          | 14.2%          | 12.2%        |
| 제88회  | 8월 1일  | 14.2%          | 14.0%          | 12.0%        |
| 제89회  | 8월 2일  | 14.0%          | 13.9%          | 11.4%        |
| 제90회  | 8월 3일  | 12.1%          | 11.2%          | 9.3%         |
| 제91회  | 8월 4일  | -              | 13.1%          | 11.3%        |
| 제92회  | 8월 7일  | -              | 13.7%          | 11.5%        |
| 제93회  | 8월 8일  | -              | 13.3%          | 11.3%        |
| 제94회  | 8월 9일  | -              | 13.9%          | 12.4%        |
| 제95회  | 8월 11일 | 6.1%           | 10.7%          | 9.6%         |
| 제96회  | 8월 11일 | 13.0%          | 6.4%           | 5.5%         |
| 제97회  | 8월 14일 | 14.8%          | 13.3%          | 11.8%        |
| 제98회  | 8월 15일 | 15.0%          | 14.4%          | 13.1%        |
| 제99회  | 8월 16일 | 15.1%          | 13.6%          | 11.9%        |
| 제100회 | 8월 17일 | 15.8%          | 13.5%          | 11.5%        |
| 제101회 | 8월 18일 | 14.3%          | 12.8%          | 11.1%        |
| 제102회 | 8월 21일 | 15.4%          | 14.1%          | 11.8%        |
| 제103회 | 8월 22일 | 14.2%          | 13.9%          | 11.8%        |
| 제104회 | 8월 23일 | 15.2%          | 14.1%          | 11.5%        |
| 제105회 | 8월 24일 | 15.8%          | 14.2%          | 11.9%        |
| 제106회 | 8월 25일 | 15.0%          | 12.9%          | 10.7%        |
| 제107회 | 8월 28일 | 15.9%          | 14.6%          | 12.3%        |
| 제108회 | 8월 29일 | 16.2%          | 14.5%          | 12.9%        |
| 제109회 | 8월 30일 | 15.8%          | 14.3%          | 12.6%        |
| 제110회 | 8월 31일 | 15.7%          | 13.6%          | 11.3%        |
| 제111회 | 9월 1일  | 14.7%          | 13.8%          | 11.9%        |
| 제112회 | 9월 4일  | 15.0%          | 14.1%          | 11.8%        |
| 제113회 | 9월 5일  | 14.7%          | 14.2%          | 12.1%        |
| 제114회 | 9월 6일  | 15.3%          | 14.3%          | 12.4%        |
| 제115회 | 9월 7일  | -              | 14.4%          | 12.3%        |
| 제116회 | 9월 8일  | -              | 13.8%          | 11.8%        |
| 제117회 | 9월 11일 | 16.7%          | 14.6%          | 12.2%        |
| 제118회 | 9월 12일 | 15.1%          | 14.2%          | 12.0%        |
| 제119회 | 9월 13일 | 15.3%          | 15.0%          | 12.5%        |
| 제120회 | 9월 14일 | 17.4%          | 15.2%          | 13.1%        |
| 제121회 | 9월 15일 | 15.4%          | 14.6%          | 12.4%        |

## 결방 사유 및 연속 방송 및 연장
- 2023년 6월 28일 : 《특별기획 수신료와 공영방송의 가치》 3부 편성으로 인한 결방.
- 2023년 7월 11일 : 《특별기획 수신료와 공영방송의 가치》 5부 편성으로 인한 결방.
- 2023년 7월 27일 & 2023년 7월 28일 : 《특별생방송 2023 재난극복 우리 함께》 편성으로 인한 결방.
- 2023년 8월 10일 : 《특집 KBS 뉴스 7》 대체편성으로 인한 결방.
- 2023년 8월 11일 : 저녁 8시부터 9시까지 1시간 동안 2회 연속방송. (95회, 96회)
- 금이야 옥이야 방영 분량이 120부작에서 1회 연장되어 121부작으로 변경 및 확정되었다.

## 참고 사항
- 김영호, 강다현은 MBC 일일 드라마 《밥이 되어라》 이후 2년 만에 재회하게 되었다.
- 조향기, 윤다영, 김덕현, 특별 출연한 오유나, 김주환은 KBS 1TV 일일 드라마 《국가대표 와이프》 이후 2년 만에 재회하게 되었다.
- 이응경, 최필립은 MBC 아침 드라마 《내일도 승리》에 이어서 7년 만에 재회한 작품의 계기가 되었다.

## OST
Part.1 함은정 (티아라) - 두근 두근 때론 콩닥콩닥 (2023.04.13 발매)
Part.2 딥엔드- 이유가 되죠
(2023.07.19 발매)